# Заїменко Володимир Вікторович
Володимир Вікторович Заїменко (нар. 18 квітня 1997, Кривий Ріг, Україна) — український футболіст, центральний захисник криворізького «Кривбасу».

## Життєпис
Народився в Кривому Розі, вихованець місцевої школи «Кривбас-84». Окрім вище вказаної команди, у ДЮФЛУ виступав також за київське РВУФК.
Влітку 2014 року перейшов до «Скали», але одразу ж був відправлений до другої команди клубу, яка виступала в чемпіонаті Львівської області. За першу ж команду так і не зіграв жодного офіційного матчу, але грав за юнацьку команду стрийчан у сезонах 2014/15 та 2015/16 років. На початку липня 2016 року перейшов до «Зорі», але грав виключно за молодіжну команду луганців. У червні 2017 року вирушив на тренувальні збори з першою командою «Зорі», але через проблеми зі здоров'ям шансів проявити себе не отримав.
На початку липня 2018 року вільним агентом підсилив «Гірник». У футболці криворізького клубу дебютував 4 серпня 2018 року в переможному (3:1) домашньому поєдинку 3-го туру групи Б Другої ліги України проти запорізького «Металурга». Володимир вийшов на поле в стартовому складі та відіграв увесь матч. Першим голом у дорослому футболці відзначився 11 травня 2019 року на 18-ій хвилині переможного (1:0) виїзного поєдинку 25-го туру групи Б Другої ліги України проти горностаївського «Миру». Заїменко вийшов на поле в стартовому складі, а на 82-ій хвилині отримав пряму червону картку. У липні 2019 року продовжив угоду з «Гірником». За два сезони, проведені в «Гірнику», провів 37 матчів (2 голи) у Дугій лізі України та 3 поєдинки у кубку України.
Влітку 2020 року став гравцем відродженого «Кривбасу». У футболці криворізького клубу дебютував 26 серпня 2020 року в переможному (4:2) домашньому поєдинку кубку України проти «Черкащини». Володимир вийшов на поле в стартовому складі та відіграв увесь матч, а на 56-ій хвилині отримав жовту картку. У Другій лізі України дебютував за «Кривбас» 5 вересня 2020 року в переможному (1:0) виїзному поєдинку 1-го туру групи Б проти одеського «Реал Фарма». Заїменко вийшов на поле в стартовому складі та відіграв увесь матч. Дебютним голом за криворізьку команду відзначився 25 квітня 2021 року на 65-ій хвилині переможного (2:0) виїзному поєдинку 19-го туру Другої ліги України проти маріупольського «Яруду». Володимир вийшов на поле в стартовому складі та відіграв увесь матч. За підсумком сезону 2020/21 років став срібним призером групи Б Другої ліги України. У Першій лізі України дебютував 25 липня 2021 року в переможному (4:1) поєдинку 1-го туру проти донецького «Олімпіка». Заїменко вийшов на поле в стартовому складі та відіграв увесь матч. Першим голом у Першій лізі України відзначився 12 вересня 2021 року на 83-ій хвилині переможного (5:0) домашньому поєдинку 8-го туру проти «Ужгорода». Заїменко вийшов на поле в стартовому складі та відіграв увесь матч.

## Титули і досягнення
- Володар Суперкубка Киргизстану: 2023